# Гори богів
«Гори богів» (швед. Gudarnas berg) — науково-фантастичний роман шведського письменника Яна Гію, опублікований у 1990 році. Один з ранніх творів письменника та єдиний у жанрі наукової фантастики. Стиль написання книги нагадує шведську наукову фантастику та книги дитячого письменника Джорджа Юханссона.

## Сюжет
Роман розповідає історію дівчини Стіви, яка опинилася на самоті на незвичайній планеті після того, як її сім'я евакуювалася з Землі, яка зазнала руйнування.